# استان صوفیه سیتی
استان صوفیه سیتی (به لاتین: Sofia City Province) یک استان‌های بلغارستان در بلغارستان است که در بلغارستان واقع شده‌است.

## خصوصیات
استان صوفیه سیتی ۱٬۳۴۴ کیلومترمربع مساحت و ۱٬۳۱۶٬۵۵۷ نفر جمعیت دارد.